# Palotina
Palotina là một đô thị thuộc bang Paraná, Brasil. Đô thị này có diện tích 651,228 km², dân số năm 2007 là 35614 người, mật độ 42,29 người/km².